# Premio de Literaturas Indígenas de América
El Premio de Literaturas Indígenas de América (PLIA) es un premio literario mexicano que otorga anualmente la Universidad de Guadalajara, la Dirección General de Culturas Populares, Indígenas y Urbanas de la Secretaría de Cultura, la Secretaría de Cultura del Estado de Jalisco, la Secretaría de Educación del gobierno del Estado de Jalisco, el Instituto Nacional de Lenguas Indígenas y el Instituto Nacional de los Pueblos Indígenas de México.
Fue creado en 2013 y premia la trayectoria de los escritores de literatura en lenguas indígenas del continente de América, en favor de enriquecer, desarrollar, conservar y difundir el legado y riqueza cultural de los pueblos originarios a través del arte literario en cualquiera de sus géneros (poesía, novela, teatro, cuento o ensayo literario).

## Historia
El Premio de Literaturas Indígenas de América fue creado el 18 de septiembre de 2012, como una iniciativa de la Universidad de Guadalajara, la Secretaría de Cultura del Gobierno de la República a través de la Dirección General de Culturas Populares, Urbanas e Indígenas (DGCPUI), el Instituto Nacional de Lenguas Indígenas (INALI), el Instituto Nacional de los Pueblos Indígenas (INPI), la Secretaría de Cultura del Estado de Jalisco (SEJ) y la Secretaría de Educación Jalisco (SE) con el objetivo de reconocer la destacada trayectoria de los escritores de literatura del continente americano.
El premio se entrega a un escritor o escritora de los pueblos indígenas de América, cuya obra sea escrita en lengua originaria y, es necesario que cuente con el reconocimiento por su contribución a la literatura indígena. Para cada edición, se define el género literario a premiar, se emite la convocatoria respectiva y el ganador es seleccionado por un jurado integrado por tres destacadas personalidades del mundo literario, su fallo es inapelable. 
Entre 2013 y 2016 fue un premio de trayectoria, y a partir de 2017 se convoca por certamen de obra única, a razón de un género por año.
Se entrega cada año en el marco de la Feria Internacional del Libro de Guadalajara y está dotado con un premio en efectivo 300.000 pesos mexicanos y una escultura.

## Ganadores[5]

### Galardonados primera etapa (trayectoria, 2013-2016)
| Año  | Nombre                      | País   | Comunidad lingüística |
| 2013 | Javier Castellanos Martínez | México | Lenguas zapotecas     |
| 2014 | Esteban Ríos Cruz           | México | Lenguas zapotecas     |
| 2015 | Josías López Gómez          | México | Idioma tseltal        |
| 2016 | Jorge Miguel Cocom Pec      | México | Maya yucateco         |

### Ganadores segunda etapa (certamen, 2016-actualidad)
| Año  | Nombre                        | País   | Comunidad lingüística | Obra galardona                                                      | Género           |
| 2017 | Hubert Martínez Calleja       | México | Idioma tlapaneco      | Ìjín gò’ò Tsítsídiín tsí nònè xtédè / Las sombrereras de Tsítsídiín | Poesía           |
| 2018 | Francisco Antonio León Cuervo | México | Idioma mazahua        | Nu pama pama nzhogú / El eterno retorno                             | Novela           |
| 2019 | Marisol Ceh Moo               | México | Maya yucateco         | Sa'atal Máan / Pasos Perdidos                                       | Cuento           |
| 2020 | Juana Peñate Montejo          | México | Idioma chol           | Isoñil ja’al / Danza de la lluvia                                   | Poesía           |
| 2021 | Florentino Solano             | México | Lenguas mixtecas      | La danza de las balas                                               | Crónica          |
| 2022 | Luis Antonio Canché Briceño   | México | Maya yucateco         | K’i’ixib máako’ob / Los hombres espinados                           | Cuento           |
| 2023 | James Assir Sarao Cauich      | México | Maya yucateco         | U ki’ichkelem t’aan Tsikbal / La estética narrativa de Tsikbal      | Ensayo literario |
| 2024 | Ruperta Bautista Vázquez      | México | Tsotsil               | Ik’al labtavanej / Presagio lóbrego                                 | Poesía           |